# Diabas

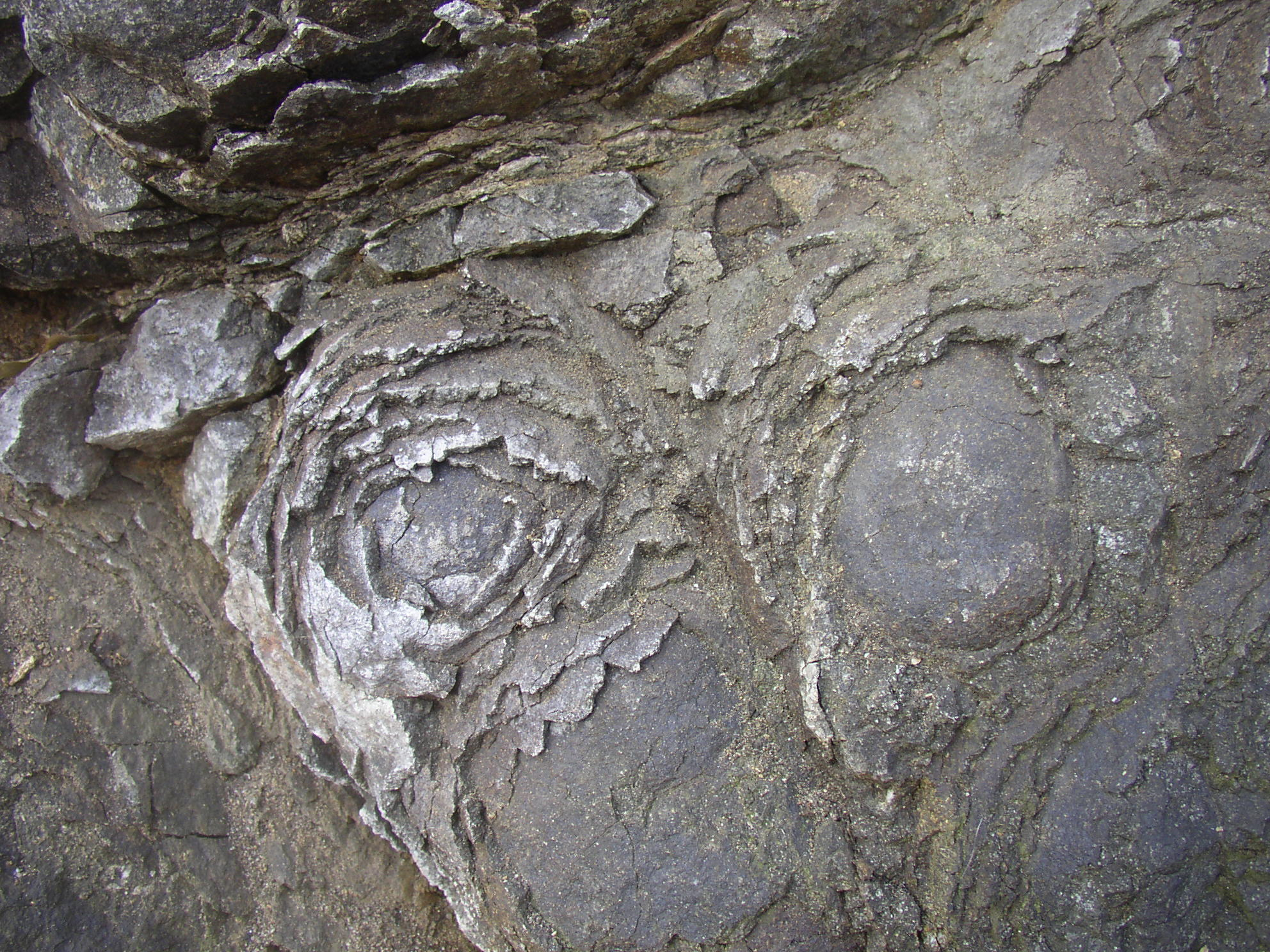
Silurischer, als Kissenlava ausgebildeter Diabas des Barrande-Felsens in Prag, Böhmisches Massiv, Tschechien

Als Diabas [diaˈbaːs] (altgriechisch διαβάς diabás ‚hindurchgegangen‘, vom Infinitiv διαβαίνειν diabaínein ‚hindurchgehen‘) werden verschiedene basische Gesteine bezeichnet.
Traditionell ist mit der Bezeichnung Diabas ein durch geringfügige Metamorphose grünlich gefärbtes („vergrüntes“), ursprünglich basaltisches, prä-permisches (zumeist paläozoisches) Ergussgestein gemeint, das in Europa vor allem in variszischen Gesteinskomplexen zu finden ist und aufgrund seiner Färbung auch Grünstein genannt wird. In diesem Sinne findet sich die Bezeichnung in zahlreichen älteren geologischen Schriften und Karten. Ein anderes ebenfalls als prä-permisch definiertes basisches Gestein ist der Melaphyr. Er wird zusammen mit dem Diabas traditioneller Auffassung in die Gruppe der sogenannten Paläobasalte gestellt.
In der US-amerikanischen geologischen Literatur wird als diabase ein basaltisches, mittelkörniges subvulkanisches (hypabyssales) Gestein bezeichnet, das im Wesentlichen dem Dolerit nach traditionellem deutschen Verständnis entspricht.
Wimmenauer (1985) nutzt die Bezeichnung ebenfalls für ein basaltisches Gestein subvulkanischen Ursprungs, grenzt den Diabas jedoch dahingehend vom Dolerit ab, dass letztgenannter keine Umwandlungen des ursprünglichen Mineralbestandes aufweist.
Die Internationale Vereinigung der Geologischen Wissenschaften (IUGS) rät vom weiteren Gebrauch der Bezeichnung Diabas im traditionellen deutschen Verständnis ab und empfiehlt, den Namen Diabas als Synonym von Dolerit („Mikrogabbro“) zu betrachten. In geologischen Karten finden sich daher bei den Gesteinbezeichnungen traditionell als „Diabas“ deklarierter Formationen nunmehr Begriffe wie Spilit, Pikrit oder Metabasalt.
Aufgrund der langjährigen Nutzung im deutschen Sprachraum wird im nachfolgenden der Begriff Diabas im Sinne der traditionellen Auffassung erörtert. In diesem Sinne wurde der Diabas vom Berufsverband Deutscher Geowissenschaftler zum „Gestein des Jahres 2017“ gewählt.

## Gefüge und Mineralbestand
Diabase haben ein dichtes fein- bis mittelkörniges Gefüge. In einigen Varietäten können größere Feldspat-Einsprenglinge ausgebildet sein, die dem Gestein ein porphyrisches Gefüge verleihen. Charakteristisch ist in diesem Fall ein Gemenge aus sperrig angeordneten Feldspatleisten (ophitisches oder intersertales Gefüge).
Die Ausgangsgesteine des Diabases waren ursprünglich von tholeiit-basaltischer Zusammensetzung. Die typische grünliche Farbe geht auf die Anchimetamorphose des Gesteins zurück, eine Vorstufe der Metamorphose. Sie entsteht durch die Bildung von Chloriten und Hornblende aus Augit und die Umwandlung von Anteilen der Feldspäte in Epidot. Das Kalzium einiger Plagioklase wird zudem teilweise in Kalzit überführt.
Diabas hat eine ungewöhnlich hohe Dichte, die bis zu 3000 kg/m³ betragen kann, und gilt als besonders witterungsbeständig.

## Vorkommen

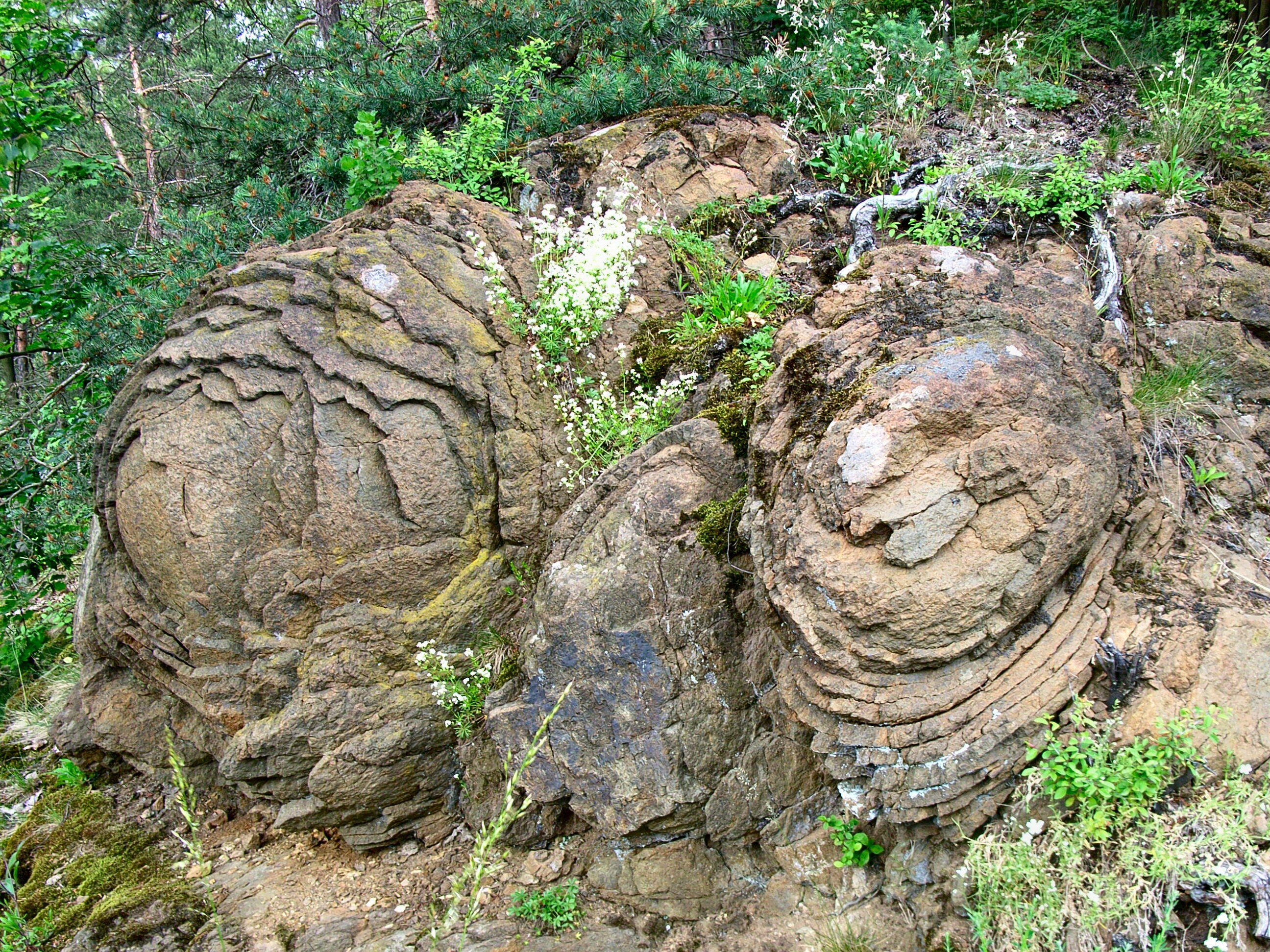
Kissenlava (Steinerne Rose) bei Saalburg in Thüringen, Ostthüringer Schiefergebirge.

Diabase kommen als Ergussgesteine in zahlreichen paläozoischen Gesteinseinheiten vor, speziell in den Varisziden Mittel- und Westeuropas. Sie repräsentieren den untermeerischen Vulkanismus in den paläozoischen Meeresbecken, die nachfolgend, während der Variszischen Gebirgsbildung, zusammengeschoben und dem europäischen Kontinentalblock (Baltica) angegliedert wurden. In Deutschland sind sie im Devon und Unterkarbon der Schiefergebirge weit verbreitet, entweder massig, u. a. in Form von Kissenlaven, oder als Diabasbrekzien und Diabastuffe (z. B. der schiefrig ausgebildete, sogenannte Schalstein). Mit den Diabasen häufig vergesellschaftet ist intrusiv in Form von Gängen und Stöcken auftretender Dolerit.
Im Thüringisch-Fränkisch-Vogtländischen Schiefergebirge sind die Diabase durchweg devonischen Alters. Dort bilden sie die vor allem in Teilen des Vogtlands typischen kuppigen Landschaften. Eine geotouristische Attraktion ist die Steinerne Rose bei Saalburg, ein Naturdenkmal, dessen heutige Form auf die typische Verwitterung von Lavakissen zurückgeht. Ein weiterer Aufschluss dieser Ausprägung befindet sich bei Straßberg (Plauen).
Im Rheinischen Schiefergebirge repräsentieren mittel- und oberdevonische Diabase die bedeutendste vulkanische Phase der Dill- und Lahnmulde (siehe Lahn-Dill-Gebiet). Die Diabase des Mittel- und Oberdevons des Sauerlands werden als Hauptgrünsteinzug bezeichnet. Im Unterkarbon wurden mit dem Deckdiabas im Rheinischen Schiefergebirge und im Harz ebenfalls in größerem Maße untermeerische Kissenlaven gefördert.

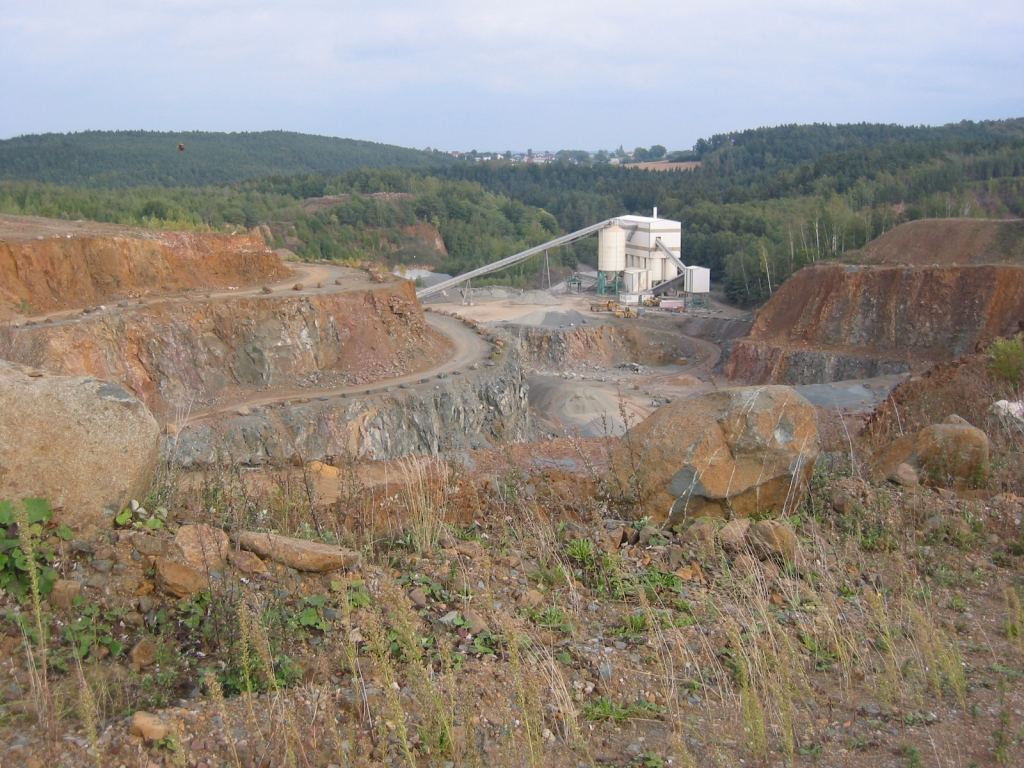
Diabas-Steinbruch bei Dörtendorf im Thüringer Schiefergebirge

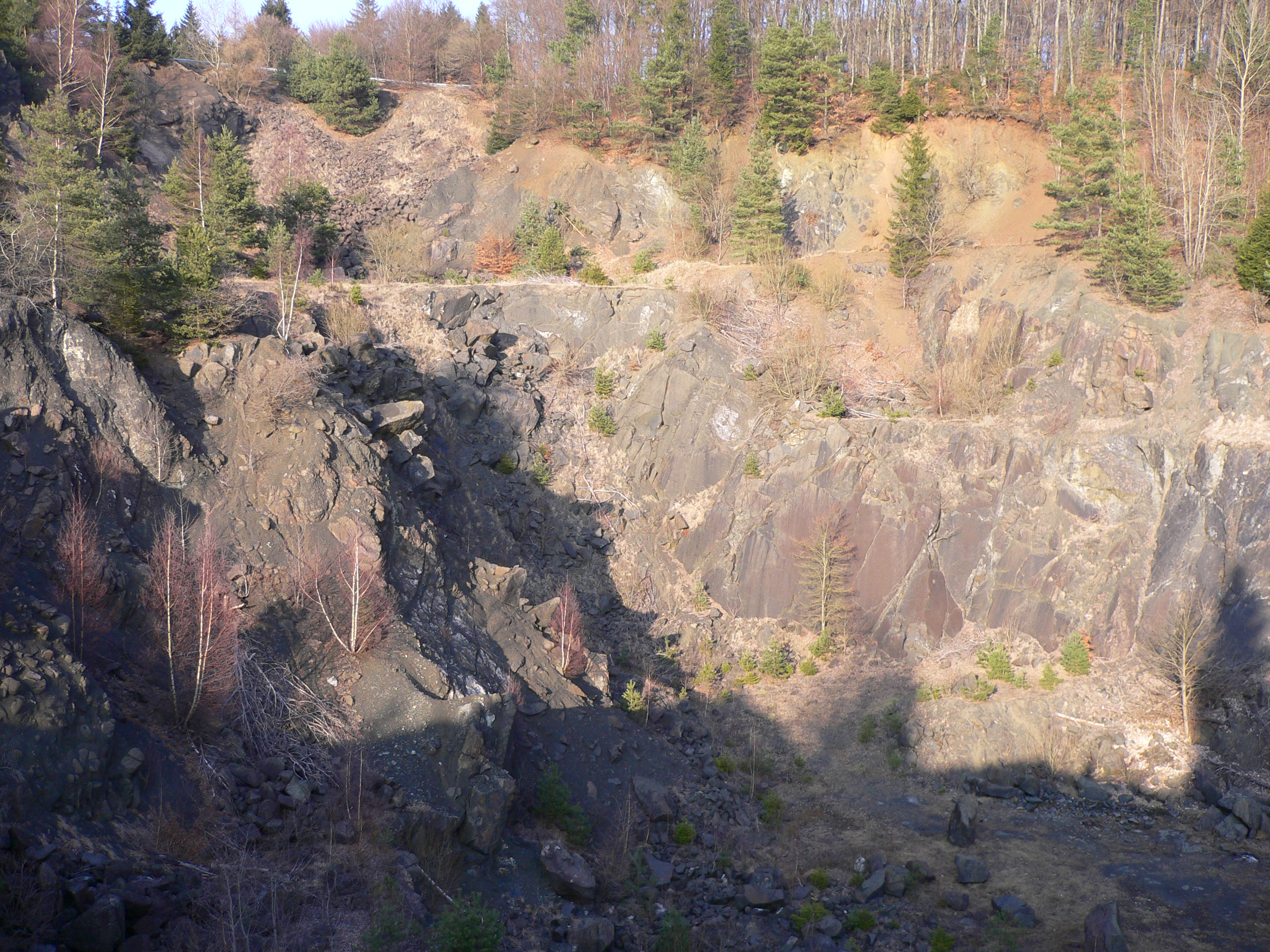
Der große stillgelegte Diabas-Steinbruch bei Gladenbach-Rachelshausen, Lahn-Dill-Gebiet

Diabassteinbrüche werden des Weiteren innerhalb Deutschlands im Harz, im Vogtland und im Sauerland vornehmlich zur Herstellung von Brecherprodukten betrieben.

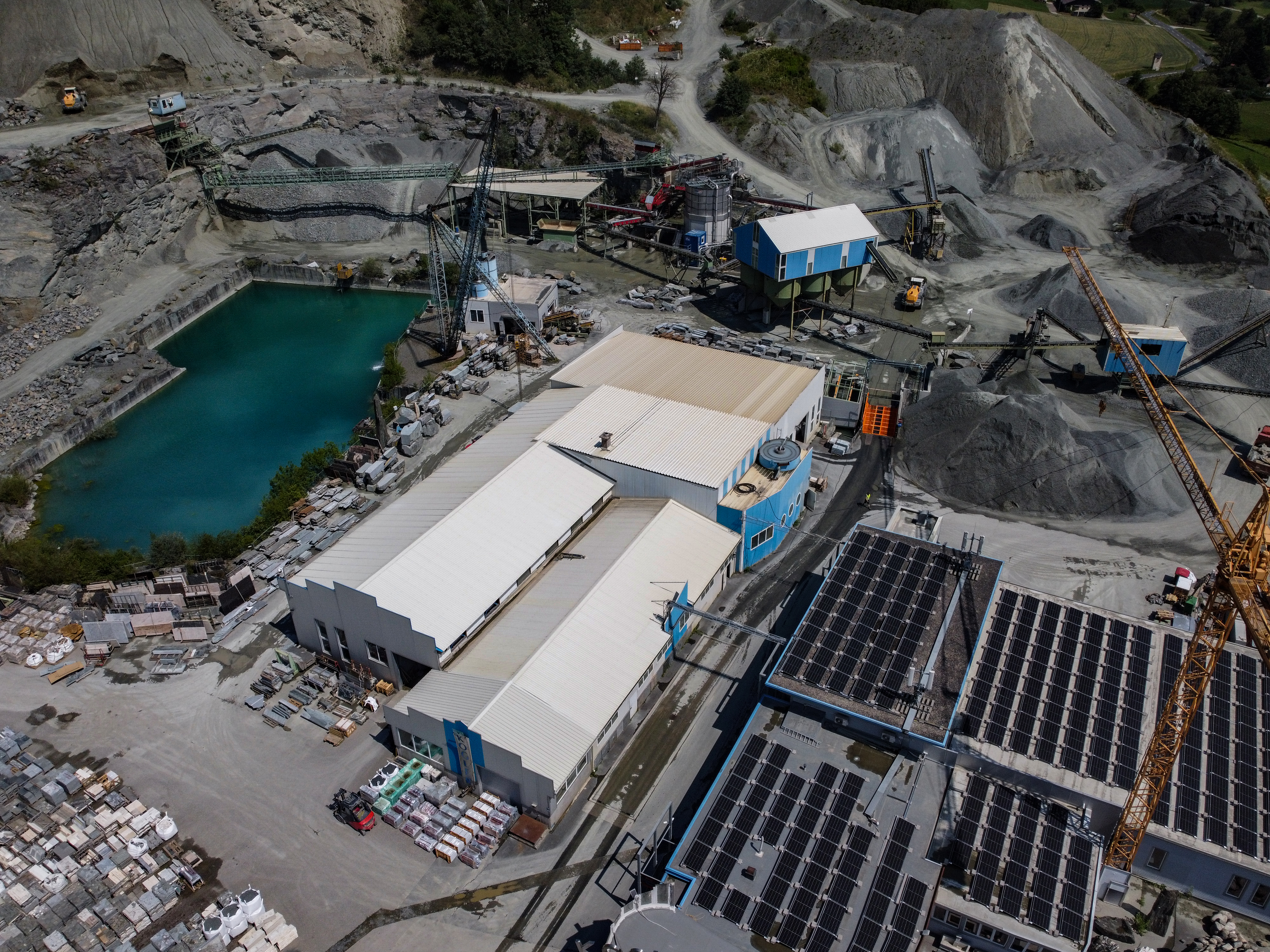
Abbau und Verarbeitung von Metadiabas (Blaugrüner Carat) in St. Urban, Kärnten

Auch im Alpenraum gibt es wirtschaftlich bedeutende Diabasvorkommen, insbesondere den unter der Bezeichnung Blaugrüner Carat vertriebenen Metadiabas aus dem Altkristallin von Kärnten.
Diabase sind ebenfalls im Devon und Karbon von Südengland verbreitet. Weitere europäische Diabasvorkommen werden beschrieben aus dem Silur der Prager Mulde (Böhmische Masse) und dem sogenannten Altkristallin des Alpenraumes. Andere Vorkommen liegen u. a. in Finnland, Indien und der Türkei.
Hinterländer Grünstein
Im Lahn und Dillgebiet werden bis heute mit dem Schalstein in Zusammenhang stehende Diabase sowie der Deckdiabas des Unterkarbons in zahlreichen Steinbrüchen abgebaut. Im Gebiet an der Ost-Grenze des ehemaligen Dill-Kreises und insbesondere im anschließenden ehemaligen Kreis Biedenkopf (Hessisches Hinterland) in Mittelhessen wurden mit Beginn des 20. Jahrhunderts große und ertragreiche Steinbruchbetriebe betrieben, die insgesamt bis zu 650 Beschäftigten Arbeit und Brot gaben. Der dort gefundene Paläopikrit-Diabas, auch Hinterländer Grünstein genannt, ist ein sehr silikatarmer (alkalischer) unterkarbonischer Diabas. Er ist nicht durch Übergänge mit den basischen Diabasen und Olivindiabasen des Deckdiabases verbunden und liegt intrusiv in devonischen Gesteinen. Charakteristisch ist seine schwarzbraune, unregelmäßige genarbte Verwitterungsrinde (die Farbe des frischen Gesteins ist schwarzgrün). Eine Flammung oder Zeichnung wird durch Anreicherung von Plagioklasen (Kalkalkalifeldspäten) bewirkt, die in diesen Partien bis zu 54 % betragen kann.

## Wirtschaftliche Bedeutung und Verwendung
Diabas wurde bereits in der Steinzeit zu Werkzeugen wie Äxten, Beilen, Klingen, Bohrern oder Schabern verarbeitet. Heutzutage findet er Verwendung im Straßenbau, für Grabsteine oder Steinbildhauerarbeiten und seltener als geschliffener Naturstein in Bodenbelägen und Fassadenplatten.

### Verwendung

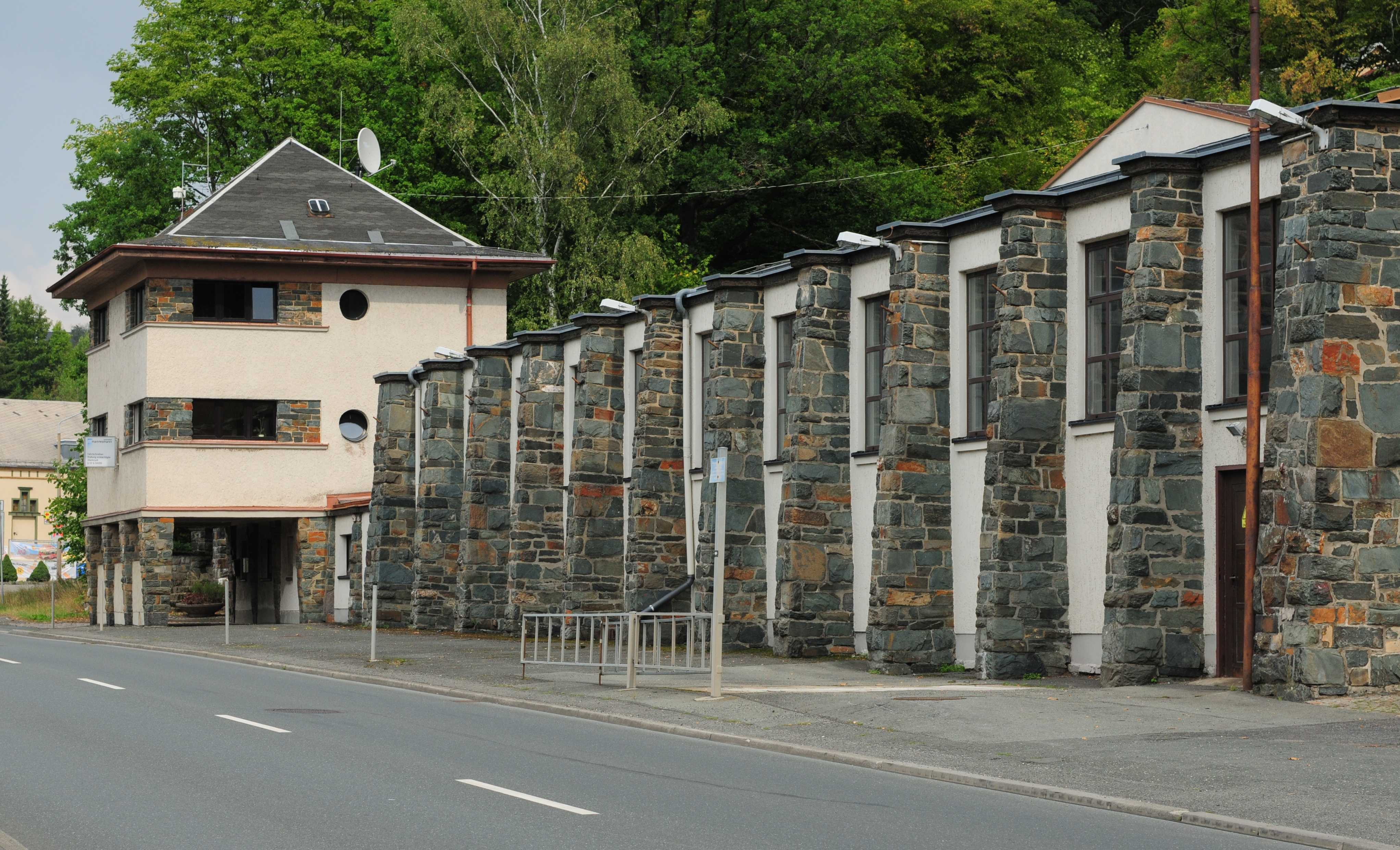
Busdepot in Reichenbach im Vogtland

Diabase wurden als Werksteine früher im Bauwesen häufiger zu Säulen, Denkmälern und Grabsteinen verarbeitet. Steinbildhauer arbeiten, schleifen und polieren Plastiken gerne aus Diabas, weil sich in der Oberflächenbearbeitung ein Spannungsfeld zwischen Politur und rauen Oberflächen einstellt. Diabas lässt sich handwerklich relativ gut bearbeiten. Wird Diabas mit den Handflächen angefasst, nimmt er das Hautfett auf und es entstehen die sogenannten Handschmeichler, die sich angenehm anfühlen und glänzen.

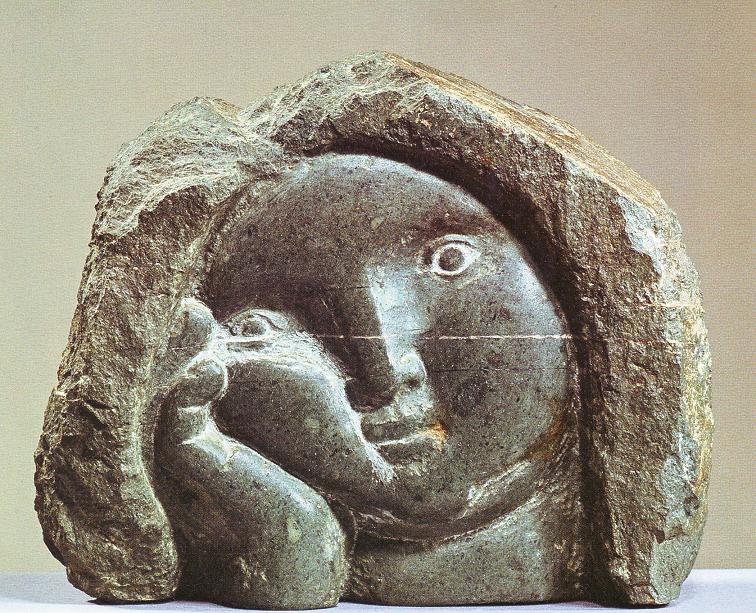
Skulptur Diabas der Bildhauerin Katharina Szelinski-Singer

Als Werkstein wird heutzutage in Deutschland lediglich die Diabassorte Hessisch-Neugrün zu Grabsteinen verarbeitet. Diabas lässt sich zu Schotter, Pflastersteinen und Straßenbaumaterial verarbeiten. Hin und wieder wird Diabas im Bauwesen für Fassadenplatten, Boden- und Treppenbeläge eingesetzt. Diabas wird neben Basalt feingemahlen und findet als sogenanntes Urgesteinsmehl zur Gartenbodenverbesserung Verwendung.
Die in Ostthüringen und im sächsischen Vogtland vorkommenden Diabase wurden in zahlreichen Steinbrüchen gewonnen und überwiegend als Bruchstein im Verkehrswegebau als Bettungs- und Konstruktionsmaterial, für Stützmauern aller Zwecke und seit dem ausgehenden 19. Jahrhundert sowie im 20. Jahrhundert als dekoratives Fassadengestein im Städtebau verwendet.
Gelegentlich wird Diabas auch als Zuschlagsstoff für Beton hoher Dichte eingesetzt.
Grüner Diabas wird als Belag in Tennissandplätzen als Canada Tenn beziehungsweise Green Clay verwendet.

## Natursteinsorten
Eine Auswahl von Diabasen, die als Naturwerksteine Verwendung fanden beziehungsweise finden:
- Hessisch-Neugrün (Gladenbach-Rachelshausen, Steffenberg-Steinperf, Bad Endbach-Hartenrod, Bad Endbach-Bottenhorn, Bad Endbach-Dernbach und Holzhausen, alle im Landkreis Marburg-Biedenkopf in Hessen)
- Blaugrüner Carat (Bezirk Feldkirchen in Kärnten)
- Diabas Nakkila (Nakkila in Finnland)
- Eurajoki (Eurajoki in Finnland)
- Baringdong Dunkel und Baringdong Hell (bei Ba Rinh Dong in Vietnam)
- Verde India (bei Halebid und Harnahalli in Indien)
- Pista Green (Chamrajnagar in Indien)
- Gemlik (Gemlik bei Bursa in der Türkei)[11]